# Still Explosive
Still Explosive — третій студійний альбом американського репера Мессі Марва, виданий лейблом M Entertainment 13 лютого 2001 р. Виконавчі продюсери: Роберт Роузборо, Мессі Марв, Дейв Баумґартнер. Зведення: Claythoven на Subway Studio. Записано на Pajama Studios, Subway Studio та Find a Way Studio. Мастеринг зроблено на Fantasy Studio. Арт-дирекція та дизайн: Spitfire Graphics.
Продюсери: Sean T (№ 2, 5-7, 10, 15), Harm (№ 3, 4, 9), DJ Daryl (№ 11, 13), Двейн Віґґінс (№ 8), Дон Хуан (№ 14). Бек-вокал: Кейша Коул (№ 6, 15), Mocha (№ 10), Двейн Віґґінс (№ 11), D-Tizzy та I Triple P (№ 12).

## Список пісень
1. «Intro»
2. «Make It Crack Then»
3. «Niggaz Gone Hate Me»
4. «Hold Me Down»
5. «Is Real»
6. «Nubian Queen»
7. «Keep It Gangsta»
8. «Parking Lot Peezy» (Interlude) (з участю Dee-Dee та I Triple P)
9. «Ya Heard That»
10. «I'm a Soldier Boy»
11. «Forever Thug Life»
12. «That's Nothin'»
13. «Real Talk»
14. «Mil Tickets and Big Fishes» (Rich the Factor та Rushen Roulet)
15. «Nubian Queen (Remix)» (з участю E-40)
16. «Representin'» (Outro)